# John Howard
John Winston Howard (Sydney, 26. srpnja 1939.), australski političar i bivše premijer.
Diplomirao je pravo u Sydneyu, a od 1962. godine bio zaposlen u Vrhovnom sudu Australije. Kao
član Liberalne stranke u parlament je ušao 1974. godine. U vladi Malcolma Frazera bio je ministar financija, a zatim obavljao dužnost ministra poslovnih i potrošačkih pitanja.
Od 1982. do 1985. godine bio je potpredsjednik Australije, a od 1985. do 1989. godine potpredsjednik Liberalne stranke; od 1987. do 1989. godine čelnik oporbene koalicije. Na izborima u ožujku 1996. godine izabran je na dužnost predsjednika vlade koji je ostao do prosinca 2007. godine.

## Vanjske poveznice
- Prime Minister of Australia: John Howard Prime Minister's official website
- Australia's Prime Ministers: John Howard National Archives of Australia
- John Howard's maiden speech to parliament  Arhivirana inačica izvorne stranice od 30. kolovoza 2007. (Wayback Machine)
- Official Liberal Party website
- John Howard addresses a joint session of parliament in Canada  Arhivirana inačica izvorne stranice od 11. ožujka 2007. (Wayback Machine), the first Australian Prime Minister to do so since John Curtin in 1944.